# Schweizer Cup (Fussball, Männer) 2023/24
Der 99. Schweizer Cup wird in den Jahren 2023 und 2024 ausgetragen.

## Modus
Es werden sechs Runden (1/32-, 1/16-, 1/8-, 1/4- und 1/2-Final, Final) gespielt.
Zehn Vereine aus der Super League und neun Mannschaften der Challenge League sind direkt für den Schweizer Cup qualifiziert. Zudem qualifizierten sich in Vorqualifikationen und Regionalausscheidungen 44 Vereine aus der Promotion League, der 1. Liga, der 2. Liga interregional und aus Amateurligen. Der letzte Platz ging an den Suva-Fairplay-Trophy-Sieger.
Mannschaften aus dem Fürstentum Liechtenstein sind nicht teilnahmeberechtigt, da die Liechtensteiner Clubs zwar am Schweizer Meisterschaftsbetrieb teilnehmen, aber im eigenständigen Liechtensteiner Cup starten. Dies betraf auch den Challenge-League-Club FC Vaduz. Sein Platz ging an die Erste Liga (Promotion League und 1. Liga). Zudem sind die U-21-Mannschaften aus der Promotion League nicht spielberechtigt, genauso wie sämtliche weiteren Reserve-Teams. Wenn ein Reserve-Team eine Regionalausscheidung gewonnen hat, bekommt die erste Mannschaft den Startplatz im Schweizer Cup zugesprochen, es sei denn, die erste Mannschaft sei bereits für den Wettbewerb qualifiziert. Wenn Letzteres der Fall ist, erhält der Finalgegner der Regionalausscheidung den Startplatz.
Der Schweizer Cup wird im K.-o.-System ausgetragen. In der Regel wird jede Runde innert drei Tagen ausgetragen.
- 1. Runde (18., 19. und 20. August 2023): 64 Teams, die Sieger sind für die 2. Runde qualifiziert.
- 2. Runde (15., 16. und 17. September 2023): 32 Teams, die Sieger sind für die Achtelfinals qualifiziert.
- Achtelfinals (31. Oktober sowie 1. und 2. November 2023): 16 Teams, die Sieger sind für die Viertelfinals qualifiziert.
- Viertelfinals (27., 28. und 29. Februar 2024): 8 Teams, die Sieger sind für die Halbfinals qualifiziert.
- Halbfinals (27. und 28. April 2024): 4 Teams, die Sieger qualifizieren sich für den Final.
- Final (2. Juni 2024) im Stadion Wankdorf in Bern: Der Sieger gewinnt den 99. Schweizer Cup.

Der Cupsieger erhält das Startrecht in den Play-offs zur UEFA Europa League 2024/25.

## Teilnehmende Mannschaften
Am Schweizer Cup 2023/24 nehmen insgesamt 64 Mannschaften teil.
| Super League die 10 Vereine der Saison 2022/23 | Challenge League 9 Vereine der Saison 2022/23 | Promotion League 8 Vereine der Saison 2022/23 | 1. Liga 14 Vereine der Saison 2022/23 | 2. Liga interregional 6 Vereine der Saison 2022/23                                                                    | tiefere Spielklassen 17 Vereine der Saison 2022/23 |
| FC Basel (BS) Grasshopper Zürich (ZH) FC Lugano (TI) FC Luzern (LU) Servette FC (GE) FC Sion (VS) FC St. Gallen (SG) FC Winterthur (ZH) BSC Young Boys (BE) FC Zürich (ZH) | FC Aarau (AG) AC Bellinzona (TI) FC Lausanne-Sport (VD) FC Stade Lausanne-Ouchy (VD) Neuchâtel Xamax (NE) FC Schaffhausen (SH) FC Thun (BE) FC Wil (SG) Yverdon-Sport FC (VD) | FC Baden (AG) FC Breitenrain (BE) SC Cham (ZG) Étoile Carouge (GE) SC Kriens (LU) Stade Nyonnais (VD) FC Rapperswil-Jona (SG) SC Brühl St. Gallen (SG) | FC Black Stars Basel (BS) FC Bulle (FR) FC Courtételle (JU) SR Delémont (JU) FC Dietlikon (ZH) SV Höngg (ZH) FC La Chaux-de-Fonds (NE) FC Mendrisio (TI) FC Meyrin (GE) AC Taverne (TI) FC Tuggen (SZ) FC Vevey-Sports (VD) FC Wettswil-Bonstetten (ZH) | FC Ajoie-Monterri (JU) FC Collina d’Oro (TI) FC Grand-Saconnex (GE) Lancy FC (GE) SV Schaffhausen (SH) FC Widnau (SG) | 2. Liga regional FC Bosporus Bern (BE) FC Buchs (SG) FC Genolier-Begnins (VD) FC Greifensee (ZH) FC Gunzwil (LU) FC Haute-Gruyère (FR) FC Malcantone (TI) FC Onex (GE) FC Porrentruy (JU) FC Saint-Blaise (NE) FC Savièse (VS) FC Schönenwerd-Niedergösgen (SO) FC Iliria Solothurn (SO) FC Winkeln SG (SG) 3. Liga FC Affoltern am Albis (ZH) FC Frutigen (BE) VfR Kleinhüningen (BS) |

## 1. Runde
In der ersten Runde können die Mannschaften aus der Super League und der Challenge League nicht aufeinandertreffen. Die Mannschaft aus der niedrigeren Liga erhält den Heimvorteil, bei zwei Mannschaften aus der gleichen Liga bekommt ihn die erstgezogene. Die Runde wurde am Montag, dem 3. Juli 2023, ausgelost.
| Datum                      |                                  | Ergebnis  |                              |
| -------------------------- | -------------------------------- | --------- | ---------------------------- |
| 18. August 2023, 19.30 Uhr | FC Breitenrain (PL)              | 0:5 (0:1) | BSC Young Boys (SL)          |
| 18. August 2023, 19.30 Uhr | FC Ajoie-Monterri (2. int.)      | 0:3 (0:2) | SR Delémont (PL)             |
| 18. August 2023, 20.00 Uhr | Étoile Carouge (PL)              | 1:3 (1:1) | FC Sion (ChL)                |
| 18. August 2023, 20.00 Uhr | Lancy FC (2. int.)               | 2:1 (2:1) | Stade Nyonnais (ChL)         |
| 18. August 2023, 20.30 Uhr | FC Genolier-Begnins (2.)         | 0:1 n. V. | FC Onex (2.)                 |
| 19. August 2023, 16.00 Uhr | FC Wettswil-Bonstetten (1.)      | 0:2 (0:0) | FC Winterthur (SL)           |
| 19. August 2023, 16.00 Uhr | FC Affoltern am Albis (3.)       | 0:4 (0:1) | FC Baden (ChL)               |
| 19. August 2023, 16.00 Uhr | FC Buchs (2.)                    | 0:4 (0:1) | AC Bellinzona (ChL)          |
| 19. August 2023, 16.00 Uhr | SV Höngg (1.)                    | 1:3 (0:1) | FC Rapperswil-Jona (PL)      |
| 19. August 2023, 16.00 Uhr | FC Grand-Saconnex (1.)           | 0:4 (0:1) | FC Stade Lausanne-Ouchy (SL) |
| 19. August 2023, 17.00 Uhr | FC Haute-Gruyère (2.)            | 0:9 (0:6) | Yverdon Sport FC (SL)        |
| 19. August 2023, 17.00 Uhr | FC Dietlikon (1.)                | 0:1 (0:0) | FC Aarau (ChL)               |
| 19. August 2023, 17.30 Uhr | FC Schönenwerd-Niedergösgen (2.) | 0:2 (0:1) | FC Greifensee (2.)           |
| 19. August 2023, 17.30 Uhr | FC Courtételle (1.)              | 0:2 (0:2) | FC Black Stars Basel (1.)    |
| 19. August 2023, 18.00 Uhr | FC Meyrin (1.)                   | 0:8 (0:2) | Servette FC (SL)             |
| 19. August 2023, 18.00 Uhr | FC Red Star Zürich (2. int.)     | 0:2 (0:1) | FC Zürich (SL)               |
| 19. August 2023, 18.00 Uhr | FC Frutigen (3.)                 | 0:5 (0:1) | FC Thun (ChL)                |
| 19. August 2023, 18.00 Uhr | FC Mendrisio (1.)                | 1:3 (1:0) | SC Kriens (PL)               |
| 19. August 2023, 18.00 Uhr | FC Porrentruy (2.)               | 0:2 (0:2) | FC Bosporus Bern (2. int.)   |
| 19. August 2023, 18.00 Uhr | FC Gunzwil (2.)                  | 0:7 (0:2) | FC Lugano (SL)               |
| 19. August 2023, 18.00 Uhr | FC Malcantone (2.)               | 1:2 (1:1) | FC Tuggen (1.)               |
| 19. August 2023, 19.00 Uhr | AC Taverne (1.)                  | 0:3 (0:1) | SC Brühl St. Gallen (PL)     |
| 19. August 2023, 20.00 Uhr | FC Iliria Solothurn (2.)         | 0:2 (0:0) | FC La Chaux-de-Fonds (1.)    |
| 19. August 2023, 20.00 Uhr | FC Vevey-Sports (1.)             | 0:3 (0:1) | FC Lausanne-Sport (SL)       |
| 20. August 2023, 14.00 Uhr | FC Saint-Blaise (2.)             | 1:8 (1:5) | FC Basel (SL)                |
| 20. August 2023, 14.00 Uhr | FC Widnau (2. int.)              | 1:2 (1:0) | FC St. Gallen (SL)           |
| 20. August 2023, 14.00 Uhr | FC Savièse (2.)                  | 0:5 (0:2) | FC Bulle (PL)                |
| 20. August 2023, 14.00 Uhr | FC Winkeln SG (2.)               | 0:6 (0:3) | FC Luzern (SL)               |
| 20. August 2023, 14.00 Uhr | SC Cham (PL)                     | 1:3 (1:2) | FC Schaffhausen (ChL)        |
| 20. August 2023, 14.00 Uhr | VfR Kleinhüningen (3.)           | 0:8 (0:3) | Neuchâtel Xamax (ChL)        |
| 20. August 2023, 16.15 Uhr | SV Schaffhausen (2. int.)        | 0:4 (0:2) | Grasshopper Club Zürich (SL) |
| 20. August 2023, 17.30 Uhr | FC Collina d’Oro (2. int.)       | 0:4 (0:0) | FC Wil (ChL)                 |

## 2. Runde
In der zweiten Runde können die Mannschaften aus der Super League nicht aufeinandertreffen. Die Mannschaft aus der niedrigeren Liga erhält den Heimvorteil, bei zwei Mannschaften aus der gleichen Liga bekommt ihn die erstgezogene. Die Spielpaarungen wurden am 20. August 2023 in der Sendung Schweizer Cup – Highlights auf SRF zwei durch Benjamin Huggel ausgelost.
| Datum                         |                            | Ergebnis                         |                              |
| ----------------------------- | -------------------------- | -------------------------------- | ---------------------------- |
| 15. September 2023, 19.30 Uhr | FC Wil (ChL)               | 1:1 n. V. (1:1, 0:0) (3:4 i. E.) | Stade Lausanne-Ouchy (SL)    |
| 15. September 2023, 19.30 Uhr | Neuchâtel Xamax (ChL)      | 0:1 (0:0)                        | BSC Young Boys (SL)          |
| 15. September 2023, 20.30 Uhr | FC Sion (ChL)              | 3:0 (1:0)                        | Grasshopper Club Zürich (SL) |
| 16. September 2023, 16.00 Uhr | Lancy FC (2. int.)         | 0:3 (0:1)                        | FC Lugano (SL)               |
| 16. September 2023, 16.00 Uhr | FC Rapperswil-Jona (PL)    | 1:0 (0:0)                        | Yverdon Sport FC (SL)        |
| 16. September 2023, 17.30 Uhr | FC Black Stars Basel (1.)  | 4:1 (1:0)                        | FC La Chaux-de-Fonds (1.)    |
| 16. September 2023, 17.30 Uhr | SC Kriens (PL)             | 4:0 (2:0)                        | FC Baden (ChL)               |
| 16. September 2023, 18.30 Uhr | FC Thun (ChL)              | 1:3 n. V. (1:1, 1:0)             | FC Luzern (SL)               |
| 16. September 2023, 19.00 Uhr | FC Bulle (PL)              | 1:4 (0:2)                        | Servette FC (SL)             |
| 16. September 2023, 19.30 Uhr | FC Bosporus Bern (2. int.) | 0:8 (0:3)                        | FC Basel (SL)                |
| 16. September 2023, 20.00 Uhr | FC Greifensee (2.)         | 1:2 (1:0)                        | FC Onex (2.)                 |
| 17. September 2023, 14.30 Uhr | SR Delémont (PL)           | 2:1 (2:1)                        | FC St. Gallen (SL)           |
| 17. September 2023, 15.00 Uhr | SC Brühl St. Gallen (PL)   | 0:4 (0:1)                        | FC Lausanne-Sport (SL)       |
| 17. September 2023, 16.00 Uhr | AC Bellinzona (ChL)        | 3:1 n. V. (1:1, 1:0)             | FC Schaffhausen (ChL)        |
| 17. September 2023, 16.00 Uhr | FC Tuggen (1.)             | 0:2 (0:1)                        | FC Zürich (SL)               |
| 17. September 2023, 16.00 Uhr | FC Aarau (ChL)             | 1:2 (0:0)                        | FC Winterthur (SL)           |

## Achtelfinal
Im Achtelfinal werden die Partien ohne Bedingungen gezogen, d. h. jede Mannschaft kann auf jede andere Mannschaft treffen. Die Mannschaft aus der niedrigeren Liga erhält das Heimrecht, bei zwei Mannschaften aus der gleichen Liga bekommt es die erstgezogene. Die Spielpaarungen wurden am 17. September 2023 in der Sendung Schweizer Cup – Highlights auf SRF zwei durch Benjamin Huggel ausgelost.
| Datum                       |                           | Ergebnis                   |                           |
| --------------------------- | ------------------------- | -------------------------- | ------------------------- |
| 31. Oktober 2023, 18.30 Uhr | AC Bellinzona (ChL)       | 0:1 n. V.                  | FC Zürich (SL)            |
| 31. Oktober 2023, 20.30 Uhr | FC Onex (2.)              | 1:6 (0:3)                  | FC Sion (ChL)             |
| 1. November 2023, 19.00 Uhr | FC Rapperswil-Jona (PL)   | 0:2 (0:1)                  | BSC Young Boys (SL)       |
| 1. November 2023, 19.30 Uhr | Servette FC (SL)          | 1:1 (1:1, 0:0) (4:1 i. E.) | Stade Lausanne-Ouchy (SL) |
| 1. November 2023, 20.00 Uhr | FC Black Stars Basel (1.) | 2:6 (0:1)                  | FC Winterthur (SL)        |
| 1. November 2023, 20.30 Uhr | SR Delémont (PL)          | 1:0 (1:0)                  | FC Luzern (SL)            |
| 1. November 2023, 20.30 Uhr | FC Lausanne-Sport (SL)    | 0:4 (0:2)                  | FC Lugano (SL)            |
| 1. November 2023, 20.30 Uhr | SC Kriens (PL)            | 0:1 (0:1)                  | FC Basel (SL)             |

## Viertelfinal
Auch im Viertelfinal werden die Partien ohne Bedingungen gezogen, d. h. jede Mannschaft kann auf jede andere Mannschaft treffen. Die Mannschaft aus der niedrigeren Liga erhält das Heimrecht, bei zwei Mannschaften aus der gleichen Liga bekommt es die erstgezogene. Die Spielpaarungen wurden am 1. November 2023 in der Sendung Schweizer Cup – Highlights auf SRF zwei durch Benjamin Huggel ausgelost.
| Datum                       |                  | Ergebnis                         |                     |
| --------------------------- | ---------------- | -------------------------------- | ------------------- |
| 28. Februar 2024, 20.15 Uhr | SR Delémont (PL) | 0:2 (0:0)                        | Servette FC (SL)    |
| 28. Februar 2024, 20.30 Uhr | FC Basel (SL)    | 2:2 n. V. (2:2, 0:2) (3:4 i. E.) | FC Lugano (SL)      |
| 28. Februar 2024, 20.30 Uhr | FC Zürich (SL)   | 0:2 (0:0)                        | FC Winterthur (SL)  |
| 29. Februar 2024, 20.30 Uhr | FC Sion (ChL)    | 2:1 (1:0)                        | BSC Young Boys (SL) |

## Halbfinal
Im Halbfinal hat die unterklassige Mannschaft Heimrecht, bei zwei Mannschaften aus der gleichen Liga die Erstgezogene. Zudem wird der Sieger der erstgenannten Partie als Heim-Mannschaft im Final aufgeführt. Die Spielpaarungen wurden am 29. Februar 2024 nach dem Spiel FC Sion – BSC Young Boys auf SRF zwei durch Benjamin Huggel ausgelost.
| Datum                     |                    | Ergebnis  |                  |
| ------------------------- | ------------------ | --------- | ---------------- |
| 27. April 2024, 20.30 Uhr | FC Sion (ChL)      | 0:2 (0:1) | FC Lugano (SL)   |
| 28. April 2024, 16.30 Uhr | FC Winterthur (SL) | 0:1 (0:0) | Servette FC (SL) |

## Final
| Paarung        | Servette FC – FC Lugano |
| Ergebnis       | 0:0 n. V., 9:8 i. E. |
| Datum          | 2. Juni 2024 um 14:00 Uhr |
| Stadion        | Stadion Wankdorf, Bern |
| Zuschauer      | 27'710 |
| Schiedsrichter | Alessandro Dudic (Bern) |
| Tore           | Elfmeterschießen: 1:0 Miroslav Stevanović 1:1 Lars Lukas Mai 2:1 Yoan Severin 2:2 Anto Grgić 3:2 Takuma Nishimura 3:3 Ignacio Aliseda 4:3 Steve Rouiller 4:4 Hicham Mahou 0 Bendegúz Bolla 0 Jonathan Sabbatini über die Latte 0 Keigo Tsunemoto trifft die Latte 0 Renato Steffen 5:4 David Douline 5:5 Milton Valenzuela 6:5 Bradley Mazikou 6:6 Ousmane Doumbia 7:6 Gaël Ondoua 7:7 Yanis Cimignani 0 Théo Magnin 0 Albian Hajdari 8:7 Joël Mall 8:8 Amir Saipi 9:8 Yoan Severin 0 Lars Lukas Mai |
| Servette FC    | Jérémy Frick (119. Joël Mall) – Keigo Tsunemoto, Steve Rouiller, Yoan Severin, Bradley Mazikou – Timothé Cognat (119. David Douline), Gaël Ondoua, Alexis Antunes (78. Théo Magnin) – Miroslav Stevanović, Dereck Kutesa (114. Takuma Nishimura), Jérémy Guillemenot (86. Bendegúz Bolla) Cheftrainer: René Weiler |
| FC Lugano      | Amir Saipi – Ousmane Doumbia, Lars Lukas Mai, Albian Hajdari, Milton Valenzuela – Uran Bislimi (85. Hicham Mahou), Anto Grgić, Hadj Mahmoud (68. Jonathan Sabbatini) – Renato Steffen, Žan Celar (55. Shkelqim Vladi, 91. Yanis Cimignani) – Mattia Bottani (68. Ignacio Aliseda) Cheftrainer: Mattia Croci-Torti |